# Nemastomella spinosissima
Nemastoma spinosissima is een hooiwagen uit de familie aardhooiwagens (Nemastomatidae). De originele naamcombinatie (protoniem) was Nemastoma spinosissimum Kraus, 1961. Een volgende naamrecombinatie werd gepubliceerd als Nemastomella spinosissima (Kraus, 1961) in Schönhofer 2013.